# العلاقات الصومالية العراقية
العلاقات الصومالية العراقية هي العلاقات الثنائية التي تجمع بين الصومال والعراق.

## مقارنة بين البلدين
هذه مقارنة عامة ومرجعية للدولتين:
| وجه المقارنة                                              | الصومال                        | العراق                       |
| --------------------------------------------------------- | ------------------------------ | ---------------------------- |
| المساحة (كم2)                                             | 637.66 ألف                     | 437.07 ألف                   |
| عدد السكان (نسمة)                                         | 14.74 مليون                    | 38.27 مليون                  |
| الكثافة السكانية (ن./كم²)                                 | 23.12                          | 87.56                        |
| العاصمة                                                   | مقديشو                         | بغداد                        |
| اللغة الرسمية                                             | اللغة الصومالية، اللغة العربية | اللغة العربية، اللغة الكردية |
| العملة                                                    | شلن صومالي                     | دينار عراقي                  |
| الناتج المحلي الإجمالي (بليون دولار)                      | 7.37 مليار                     | 197.72 مليار                 |
| الناتج المحلي الإجمالي (تعادل القوة الشرائية) بليون دولار |                                | 560.73 مليار                 |
| الناتج المحلي الإجمالي الاسمي للفرد دولار أمريكي          | 549                            | 4.94 ألف                     |
| الناتج المحلي الإجمالي للفرد دولار أمريكي                 |                                | 15.06 ألف                    |
| مؤشر التنمية البشرية                                      |                                | 0.654                        |
| رمز المكالمات الدولي                                      | +252                           | +964                         |
| رمز الإنترنت                                              | .so                            | .iq                          |
| المنطقة الزمنية                                           | ت ع م+03:00                    | ت ع م+03:00، ت ع م+04:00     |

## منظمات دولية مشتركة
يشترك البلدان في عضوية مجموعة من المنظمات الدولية، منها:
| علم المنظمة | اسم المنظمة                                 | تاريخ انضمام الصومال | تاريخ انضمام العراق |
| ----------- | ------------------------------------------- | -------------------- | ------------------- |
|             | الصندوق العربي للإنماء الاقتصادي والاجتماعي | ?                    | ?                   |
|             | مؤسسة التنمية الدولية                       | 31 أغسطس 1962        | 29 ديسمبر 1960      |
|             | يونسكو                                      | 15 نوفمبر 1960       | 21 أكتوبر 1948      |
|             | الأمم المتحدة                               | 20 سبتمبر 1960       | 21 ديسمبر 1945      |
|             | الاتحاد البريدي العالمي                     | ?                    | ?                   |
|             | جامعة الدول العربية                         | 14 فبراير 1974       | 22 مارس 1945        |
|             | البنك الدولي للإنشاء والتعمير               | 31 أغسطس 1962        | 27 ديسمبر 1945      |
|             | صندوق النقد العربي                          | ?                    | ?                   |
|             | منظمة التعاون الإسلامي                      | ?                    | ?                   |
|             | منظمة حظر الأسلحة الكيميائية                | ?                    | ?                   |
|             | مؤسسة التمويل الدولية                       | 31 أغسطس 1962        | 27 ديسمبر 1956      |
|             | الاتحاد الدولي للاتصالات                    | 28 سبتمبر 1962       | 12 نوفمبر 1928      |
|             | منظمة الشرطة الجنائية الدولية               | ?                    | ?                   |

## وصلات خارجية
- موقع وزارة الخارجية الصومالية
- موقع وزارة الخارجية العراقية